# Sericostachys scandens
Sericostachys es un género monotípico de fanerógamas pertenecientes a la familia Amaranthaceae. Su única especie: Sericostachys scandens es originaria de África.

## Descripción
Es una planta perenne muy ramificada, trepadora que alcanza un tamaño de hasta al menos  20 m de altitud, las ramas  cuelgan de los árboles y  las flores estériles plumosos-peludas,  tienen la apariencia de una Clematis. Ramas cilíndricas o subtetragonas, finamente estriadas, hinchadas en los nudos, glabras o más generalmente cada vez más tomentosas hacia la inflorescencia. Hojas anchamente ovadas a lanceoladas, ovadas, acuminadas, en las ramas principales por debajo de la inflorescencia de 5.5-14 × 3-7 cm. Inflorescencia grande, en términos generales paniculada con ramas divergentes. El fruto es una cápsula ovoide-cilíndrica, de 3-3.5 mm. Semilla marrón larga, lisa y brillante, ovoide, de 2.5-3 mm de largo.

## Distribución
Se encuentra en África occidental desde Fernando Poo a Etiopía y desde Angola a Tanzania.

## Taxonomía
Sericostachys scandens fue descrita por Gilg & Lopr. y publicado en Botanische Jahrbücher für Systematik, Pflanzengeschichte und Pflanzengeographie 27: 51. 1899.